# Carnaval de Rio 1984
Le Carnaval de Rio 1984 regroupe les festivités organisées à l'occasion du carnaval à Rio de Janeiro au Brésil de mars 1984. ce carnaval était connu pour l'inauguration du Sambadrome Marquês de Sapucaí, où le défilé principal passait aux champions du dimanche et du lundi et aussi au SuperChampionnat.

## Défilé
|                                       |
| Unidos da Tijuca                      |
| Império da Tijuca                     |
| Caprichosos de Pilares                |
| Acadêmicos do Salgueiro               |
| União da Ilha do Governador           |
| Portela                               |
| Império Serrano                       |
|                                       |
| Estácio de Sá                         |
| Unidos da Ponte                       |
| Mocidade Independente de Padre Miguel |
| Unidos de Vila Isabel                 |
| Imperatriz Leopoldinense              |
| Beija-Flor                            |
| Estação Primeira de Mangueira         |
|                                       |
| Império do Marangá                    |
| Arrastão de Cascadura                 |
| São Clemente                          |
| Acadêmicos do Engenho da Rainha       |
| Unidos do Jacarezinho                 |
| Unidos do Cabuçu                      |
| Acadêmicos de Santa Cruz              |
| Unidos de Bangu                       |
| Paraíso do Tuiuti                     |
| Lins Imperial                         |
| Em Cima da Hora                       |
| Unidos de Lucas                       |
|                                       |
| Acadêmicos do Cachambi                |
| Unidos do Uraiti                      |
| Unidos de Padre Miguel                |
| Mocidade Unida de Jacarepaguá         |
| Tupy de Brás de Pina                  |
| Unidos de Manguinhos                  |
| Unidos da Vila Santa Tereza           |
| Foliões de Botafogo                   |
| Unidos de Nilópolis                   |
| União de Jacarepaguá                  |
| Independentes de Cordovil             |
| Arranco                               |
|                                       |
| Unidos da Zona Sul                    |
| Unidos de Cosmos                      |
| Grande Rio                            |
| Sereno de Campo Grande                |
| União de Rocha Miranda                |
| União de Vaz Lobo                     |

## Résultats
| Groupe 1A |     |                                       |     |     |                        |
| Pos       | Pos | Samba schools                         | Pts | Pts | Classification Relégué |
| 1         | 1   | Estação Primeira de Mangueira,        | 208 | 139 | Champion Carnaval      |
| 1         | 2   | Portela                               | 203 | 137 | Champion Carnaval      |
| 2         | 3   | Mocidade Independente de Padre Miguel | 201 | 128 | Resté Groupe 1A        |
| 2         | 4   | Império Serrano                       | 201 | 128 | Resté Groupe 1A        |
| 3         | 5   | Beija-Flor                            | 193 | 127 | Resté Groupe 1A        |
| 3         | 6   | Caprichosos de Pilares                | 193 | 120 | Resté Groupe 1A        |
| 4         | 4   | Acadêmicos do Salgueiro               | 192 | 192 | Resté Groupe 1A        |
| 4         | 4   | Imperatriz Leopoldinense              | 189 | 189 | Resté Groupe 1A        |
| 5         | 5   | União da Ilha do Governador           | 188 | 188 | Resté Groupe 1A        |
| 5         | 5   | Unidos de Vila Isabel                 | 183 | 183 | Resté Groupe 1A        |
| 6         | 6   | Estácio de Sá                         | 173 | 173 | Resté Groupe 1A        |
| 6         | 6   | Império da Tijuca                     | 157 | 157 | Resté Groupe 1A        |
| 7         | 7   | Unidos da Ponte                       | 168 | 168 | Relégué Groupe 1B      |
| 7         | 7   | Unidos da Tijuca                      | 147 | 147 | Relégué Groupe 1B      |
| Groupe 1B |     |                                       |     |     |                        |
| Pos       | Pos | Samba schools                         | Pts | Pts | Classification Relégué |
| 1         | 7   | Unidos do Cabuçu                      | 198 | 111 | Promus Groupe 1A       |
| 2         | 8   | Acadêmicos de Santa Cruz              | 197 | 101 | Promus Groupe 1A       |
| 3         | 3   | Em Cima da Hora                       | 189 | 189 | Promus Groupe 1A       |
| 4         | 4   | São Clemente                          | 187 | 187 | Promus Groupe 1A       |
| 5         | 5   | Acadêmicos do Engenho da Rainha       | 185 | 185 | Resté Groupe 1B        |
| 6         | 6   | Unidos de Bangu                       | 182 | 182 | Resté Groupe 1B        |
| 7         | 7   | Arrastão de Cascadura                 | 181 | 181 | Resté Groupe 1B        |
| 8         | 8   | Unidos de Lucas                       | 181 | 181 | Resté Groupe 1B        |
| 9         | 9   | Lins Imperial                         | 176 | 176 | Resté Groupe 1B        |
| 10        | 10  | Unidos do Jacarezinho                 | 163 | 163 | Resté Groupe 1B        |
| 11        | 11  | Paraíso do Tuiuti                     | 152 | 152 | Relégué Groupe 2A      |
| 12        | 12  | Império do Marangá                    | 140 | 140 | Relégué Groupe 2A      |
| Groupe 2A |     |                                       |     |     |                        |
| Pos       | Pos | Samba schools                         | Pts | Pts | Classification Relégué |
| 1         | 1   | Arranco                               | 210 | 210 | Promus Groupe 1B       |
| 1         | 1   | Unidos de Padre Miguel                | 210 | 210 | Promus Groupe 1B       |
| 2         | 2   | Independentes de Cordovil             | 201 | 201 | Resté Groupe 2A        |
| 3         | 3   | União de Jacarepaguá                  | 192 | 192 | Resté Groupe 2A        |
| 4         | 4   | Unidos de Nilópolis                   | 188 | 188 | Resté Groupe 2A        |
| 5         | 5   | Tupy de Brás de Pina                  | 180 | 180 | Resté Groupe 2A        |
| 6         | 6   | Mocidade Unida de Jacarepaguá         | 173 | 173 | Resté Groupe 2A        |
| 7         | 7   | Unidos da Vila Santa Tereza           | 170 | 170 | Resté Groupe 2A        |
| 8         | 8   | Unidos de Manguinhos                  | 169 | 169 | Resté Groupe 2A        |
| 9         | 9   | Foliões de Botafogo                   | 167 | 167 | Resté Groupe 2A        |
| 10        | 10  | Unidos do Uraiti                      | 166 | 166 | Resté Groupe 2A        |
| 11        | 11  | Acadêmicos do Cachambi                | 150 | 150 | Resté Groupe 2A        |
| Groupe 2B |     |                                       |     |     | Resté Groupe 2A        |
| Pos       | Pos | Samba schools                         | Pts | Pts | Classification Relégué |
| 1         | 1   | União de Vaz Lobo                     | 206 | 206 | Promus Groupe 2A       |
| 2         | 2   | Sereno de Campo Grande                | 199 | 199 | Promus Groupe 2A       |
| 3         | 3   | União de Rocha Miranda                | 180 | 180 | Resté Groupe 2B        |
| 4         | 4   | Grande Rio                            | 169 | 169 | Resté Groupe 2B        |
| 5         | 5   | Unidos de Cosmos                      | 168 | 168 | Resté Groupe 2B        |
| 6         | 6   | Unidos da Zona Sul                    | 155 | 155 | Resté Groupe 2B        |